# Disphragis contracta
Disphragis contracta is een vlinder uit de familie van de tandvlinders (Notodontidae). De wetenschappelijke naam van de soort is voor het eerst geldig gepubliceerd in 1855 door Francis Walker.